# Nick Jr. Too
Nick Jr. Too (früher Nick Jr. 2) ist ein englischer Ableger des US-Senders Nick Jr.
Er startete am 24. April 2006 im Vereinigten Königreich und in Irland. In der Regel zeigt Nick Jr. Too bekannte Sendungen von Nick Jr. UK & Ireland. Derzeit zeigt Nick Jr. Too ein von Nick Jr. UK & Ireland abgetrenntes Programm, jedoch war Nick Jr. 2 während der ersten Woche eine TimeShift-Version zu Nick Jr. UK. Der Sender sendet 24 Stunden lang. Außerdem existiert zu diesem Sender keine eigene Website. Seit August 2007 ist Nick Jr. 2 auch auf Virgin Media zu empfangen. Seit Oktober 2013 ist der Sender zudem auch in Irland empfangbar. 2014 wurde der Name von Nick Jr. 2 zu Nick Jr. Too geändert und das Logo angepasst.

## Trivia
- Am selben Tag startete Cartoon Network TOO.
- In den Vereinigten Staaten existierte Nick 2, der das Programm von Nickelodeon USA zu einer anderen Zeit an der gegenüberliegenden Küstezone sendete.

## Sendungen
- Backyardigans (In Deutschland bei Nick Jr. Deutschland)
- Blue’s Clues – Blau und schlau (In Deutschland zeitlich bei Super RTL, später bei Nick Jr. Deutschland)
- Bob der Baumeister (In Deutschland bei Super RTL)
- Lazy Town (In Deutschland bei Super RTL)
- Max & Ruby (In Deutschland anfangs im Disney Channel (Deutschland), später bei Nick Jr. Deutschland)
- Thomas & seine Freunde (In Deutschland bei Super RTL)
- Wonder Pets! (In Deutschland bei Nick Jr. Deutschland)
- Wow! Wow! Wubbzy! (In Deutschland bei Super RTL)